# Igreja de Nossa Senhora da Graça (Sagres)
A Igreja de Nossa Senhora da Graça, também conhecida como Capela de Nossa Senhora da Graça, é um edifício religioso localizado no interior da Fortaleza de Sagres, no Distrito de Faro, em Portugal.

## Descrição e história
Foi edificada entre os séculos XV e XVI, sobre as fundações de uma igreja mais antiga, dedicada ae Santa Maria, cuja construção tinha sido ordenada pelo Infante D. Henrique. No imóvel destaca-se o portal, possivelmente posterior à construção do templo, em estilo renascentista. O altar-mor possui um retábulo de madeira e três pedras tumulares, ladeado por duas estátuas, uma delas de São Vicente do século XVII, segurando uma nau, e outra de São Francisco.